# Courcy (Manche)
Courcy ist eine französische Gemeinde mit 623 Einwohnern (Stand: 1. Januar 2022) im Département Manche in der Region Normandie. Sie gehört zum Kanton Coutances im Arrondissement Coutances. Die Einwohner werden Courcyais genannt.

## Geographie
Courcy befindet sich etwa vier Kilometer östlich des Stadtzentrums von Coutances. Der Soulles begrenzt die Gemeinde im Süden. Umgeben wird Courcy von den Nachbargemeinden Cambernon im Norden, Belval im Osten, Ouville im Südosten, Nicorps im Süden und Südwesten, Saint-Pierre-de-Coutances im Westen und Südwesten sowie Coutances im Westen und Nordwesten.

## Bevölkerungsentwicklung
| Jahr                       | 1962 | 1968 | 1975 | 1982 | 1990 | 1999 | 2006 | 2018 |
| -------------------------- | ---- | ---- | ---- | ---- | ---- | ---- | ---- | ---- |
| Einwohner                  | 565  | 497  | 437  | 465  | 474  | 469  | 521  | 593  |
| Quellen: Cassini und INSEE |      |      |      |      |      |      |      |      |

## Sehenswürdigkeiten
- Kirche Saint-Lô aus dem 13. Jahrhundert, Anbauten aus dem 18. Jahrhundert, Monument historique
- die bischöfliche Parkanlage von Coutances aus dem Mittelalter (ebenfalls Monument historique) liegt teilweise im Gemeindegebiet

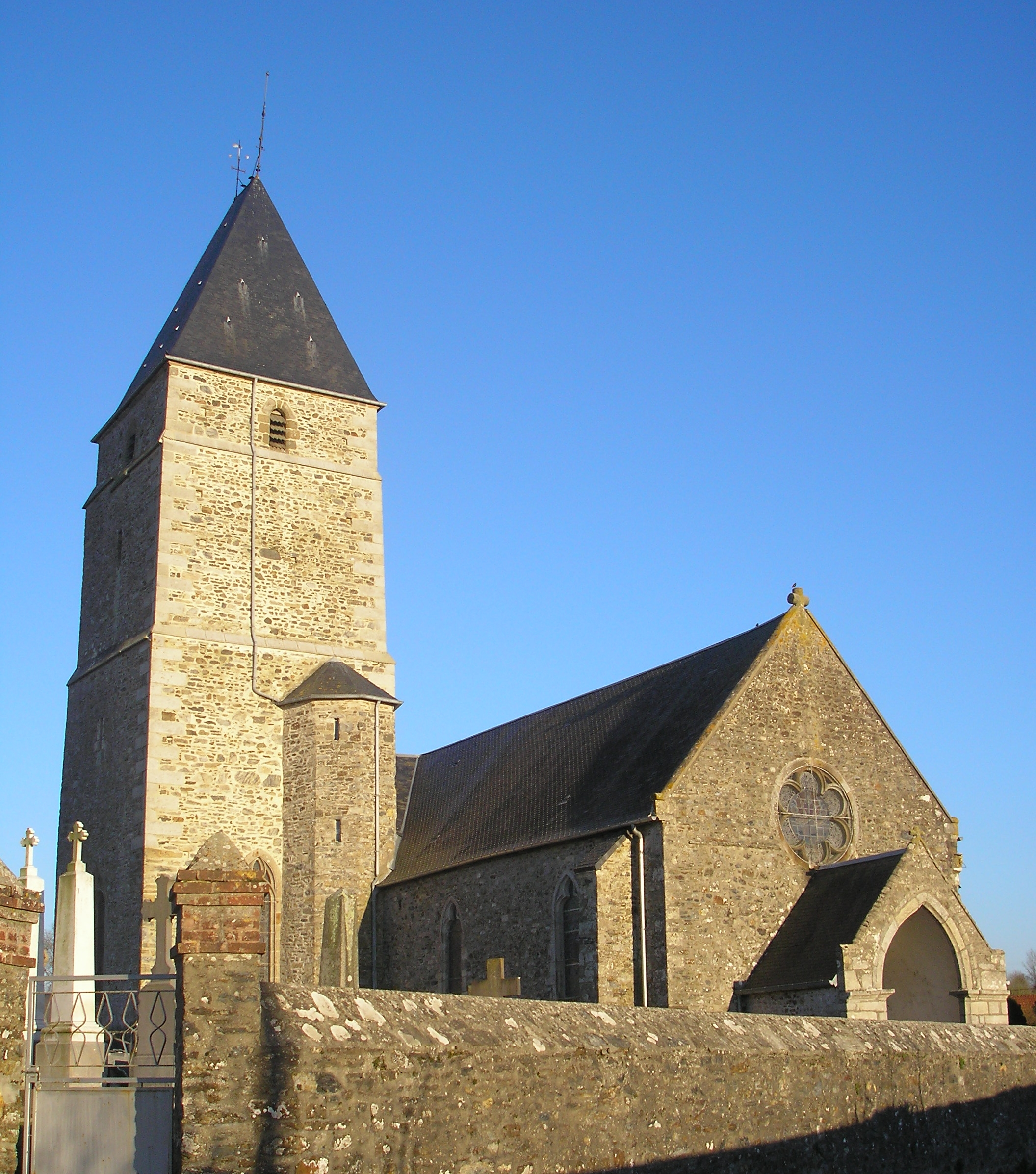
Kirche Saint-Lô